# Estniska SSR:s nationalsång

Estniska SSR:s flagga

Estniska SSR:s nationalsång (estniska:Eesti Nõukogude Sotsialistliku Vabariigi hümn) var Estlands officiella nationalsång mellan 1945 och 1991, under tiden då Estland var Sovjetrepublik.

## Historia
Musiken skrevs av Gustav Ernesaks och texten av Johannes Semper. Denna nationalsång och nationalsången för Karelsk-finska SSR var de enda sovjetrepublikshymner i vars texter ryssarna inte omnämndes. Den 21 juli 1956 fick sången ny text, i vilken Josef Stalins namn hade tagits bort. Den senare versionen visas nedan.

## Estnisk text
Jää kestma, Kalevite kange rahvas,
ja seisa kaljuna, me kodumaa!
Ei vaibund kannatustes sinu vahvus,
end läbi sajanditest murdsid sa
ja tõusid õitsvaks sotsialismimaaks,
et päikene su päevadesse paista saaks.
Nüüd huuga, tehas, vili, nurmel vooga,
sirp, lõika, alasile, haamer, löö!
Nõukogu elu, tuksu võimsa hooga,
too õnne rahvale, me tubli töö!
Me Liidu rahvaste ja riike seas
sa, Eesti, sammu esimeste kindlas reas!
Sa kõrgel leninlikku lippu kannad
ja julgelt kommunismi rada käid.
Partei me sammudele suuna annab
ja võidult võitudele viib ta meid.
Ta kindlal juhtimisel kasva sa
ja tugevaks ning kauniks saa, me kodumaa!

## Rysk text
Живи, сын Калева - народ наш славный,
И стой, отчизна наша, как скала.
Сквозь все страдания веков бесправных
Отвагу ты и доблесть пронесла.
И вот зажгла социализма свет,
Воспрянула в цвету для счастья и побед.
Могучим колосом цветите нивы!
Жни, серп, и, молот, бей, гуди, завод!
В стране советской каждый будь счастливым -
Упорный труд нам счастье принесёт.
В союзе братском пред тобой простор -
Эстония, шагай в строю своих сестёр!
Ты знамя Ленина несёшь святое,
Дорогой славною идёшь вперёд.
Родная партия всегда с тобою -
Путём побед она тебя ведёт.
Расти, отчизна, на пути большом,
Прекрасней и сильней будь с каждым новым днём!

## Svensk tolkning
Håll ut, ni ståndaktiga Kalevssöner,
och stå som klippan fast, du fosterland!
I lidande ditt mod ej motgång röner,
i sekler du stått emot tidens tand.
I blomstrande socialism du står,
må solen skina över dig i alla år.
Du fält må växa, du fabrik må tuta,
du skära, klyv, och slå, du hammare!
Sovjetland, du kan dig mot lyckan luta;
vårt arbete skall dig all välgång ge!
Bland folk och länder uppå jordens rund
gå, Estland, bland de främsta i vårt Rådsförbund!
Du håller högt vår Lenins helga fana
och kommunismen med dig framåt går.
Partiet för dig in på segerns bana
och tryggt det alltid vid din sida står.
Ja, väx dig stort; du styrs med säker hand
och må du starkt och skönt förbli, du fosterland!